# Chansons de Jules Verne
Les chansons de Jules Verne restent une part méconnue de son œuvre. Des seize chansons qu'il a écrites, treize ont été mises en musique par son ami Aristide Hignard et publiées en deux tomes dans le recueil Rimes et mélodies (1857). 

## Titres
- Les Gabiers
Chanson maritime dédiée à Charles Bataille, musique d'Hignard, publiée en 1851 chez J. Meissonnier Fils[1].
- En avant les zouaves !
Chanson guerrière dédiée à Antoine Abbatucci, chantée par Jules Lefort, musique d'Alfred Dufresne, publiée chez Ledentu en 1855.
- Berceuse
Chanson publiée sans date (sans doute en 1856) par l'imprimerie Michelet sous le titre Les Bras d'une mère et reprise dans le tome 1 de Rimes et mélodies, dédiée à Madame Alfred Hignard, belle-sœur d'Aristide.
- Daphné
Mélodie dédiée à Ernest Meynard, musique d'Hignard. Un extrait de la partition a été publié en 2001 dans la Revue Jules Verne no 11.
- Tout simplement
Rondeau dédié à Alfred Dufresne, musique d'Hignard. Il est repris par fragments dans le roman Hector Servadac en 1877, le texte en étant attribué au capitaine Servadac.
- Les Deux Troupeaux
Églogue dédiée à Gustave Nadaud, musique d'Hignard.
- La Douce Attente
Villanelle dédiée à Anatole Lionnet, musique d'Hignard.
- Notre étoile
Chanson dédiée à Honorine Deviane que Jules Verne épousera le 10 janvier 1857, musique d'Hignard.
- Chanson scandinave
Chanson dédiée à Édouard Garnier. Le texte de 1856 en est augmenté en 1873 pour former la Chanson groenlandaise chantée par l'indienne Kalumah dans Le Pays des fourrures[2]. La musique de Georges Alary date de 1905, date à laquelle elle est publiée chez Durdilly.
- Chanson turque
Chanson dédiée à Madame Gavarni, épouse de Paul Gavarni.
- Au printemps
Romance, musique d'Hignard.
- Souvenirs d’Écosse
Sans doute écrite lors du voyage en Écosse en compagnie d'Hignard en 1859. Jules Verne la reprend, modifiée dans Les Indes noires où elle est chantée par Jack Ryan[3].
- La Tankadère
Chanson dite chinoise, musique d'Hignard. Le texte est repris, modifié, dans Les Tribulations d'un Chinois en Chine en 1879[4].
- Les Clairons de l'armée
Chœur, musique d'Hignard, chanson publiée en 1870 chez Léon Grus.
- La Complainte de John Playne
Chanson présente dans P'tit-Bonhomme[5] où elle est chantée par Pat Martin.
- Lorsque vibre la chanson
Chanson présente dans Mathias Sandorf[6].

## Publications
- Rimes et mélodies, tome 1, E. Heu, 1857.
- Rimes et mélodies, tome 2, E. Heu, 1863[7].
- Reprises dans Textes oubliés, 10/18 no 1294, 1979.

## Discographie
- Intégrale : Jules Verne, mélodies inédites, musique de Hignard et Dufresne, Françoise Masset (soprano), Emmanuel Strosser (piano), Mirare 2005, production Académie de Bretagne et des Pays de la Loire[8].
- Les Insolites de Jules Verne, chantées par Serge Kerval, musique de Serge Kerval, reprend quelques chansons et des poèmes de Jules Verne, production Éditions du Petit Véhicule, 2005[9].
- Samuel Sadaune, Jules Verne, cet inconnu, production Lire Autrement, 2005, reprend certaines musiques d'Hignard.